# Теру, Пол
Пол Теру (англ. Paul Edward Theroux; род. 10 апреля 1941 года, г. Медфорд, Массачусетс) — американский писатель, литературный критик, сценарист, профессор, лауреат многих литературных премий. В 1958—1971 гг. преподавал английский язык в Сингапурском университете. Написал более 20 повестей, действие некоторых из них разворачивается в Сингапуре. Например, «Святой Джек» (1976 — фильм режиссера Богдановича, 1979). До 2006 г. его «сингапурские произведения» были запрещены в Сингапуре.
Актёр и сценарист Джастин Теру является племянником писателя.

## Романы и сборники рассказов
- Уолдо / Waldo (1967)
- Fong And The Indians (1968)
- Murder In Mount Holly (1969)
- Girls At Play (1971)
- Jungle Lovers
- Sinning With Annie (1972)
- «Святой Джек» / Saint Jack (1973) (экранизирован реж. Питером Богдановичем в 1979 году)
- The Black House (1974)
- Семейный арсенал / The Family Arsenal (1976)
- The Consul’s File
- Picture Palace (1978)
- A Christmas Card
- London Snow
- World’s End (1980)
- The Mosquito Coast (1981) — экранизирован реж. Питером Уиром в 1986 году
- The London Embassy (сборник рассказов, 1982)
- Half Moon Street (1984)
- «Доктор Слотер» / Doctor Slaughter (1984) — экранизирован реж. Бобом Свэмом в 1986 году
- O-Zone (1986)
- The White Man’s Burden
- My Secret History (1989)
- "Чикагская петля" / Chicago Loop (1990) - (пер. на русский 2011)
- «Все четыре стороны» / To the Ends of the Earth: The Selected Travels of Paul Theroux (1991) — (пер. на русский 1998)
- Millroy The Magician (1993)
- «Моя другая жизнь» / My Other Life (1996) — (пер. на русский 2002 г.)
- «Коулун Тонг» / Kowloon Tong (1997) — (пер. на русский 2002 г.)
- «Отель Гонолулу» / Hotel Honolulu (2001) — (пер. на русский 2003 г.)
- Stranger At The Palazzo D’Oro (сборник рассказов)
- Blinding Light (2006)
- The Elephanta Suite (трилогия, 2007)

## Документальная проза

#### Путешествия
- «Большой железнодорожный базар» / The Great Railway Bazaar (1975)
- «Старый патагонский экспресс» / The Old Patagonian Express (1979) — - (пер. на русский 2012 г.)
- «Все четыре стороны» / To the Ends of the Earth (1991)
- On the Plain of Snakes: A Mexican Journey (2019)